# Gadella svetovidovi
Gadella svetovidovi är en fiskart som beskrevs av Trunov 1992. Gadella svetovidovi ingår i släktet Gadella och familjen Moridae. Inga underarter finns listade i Catalogue of Life.